# Nerina Pallot
Pour les articles homonymes, voir Pallot.
 (décembre 2022).
Si vous disposez d'ouvrages ou d'articles de référence ou si vous connaissez des sites web de qualité traitant du thème abordé ici, merci de compléter l'article en donnant les références utiles à sa vérifiabilité et en les liant à la section « Notes et références ».
Nerina Natasha Georgina Pallot (née le 26 avril 1975 à Londres) est une chanteuse (auteur-compositeur-interprète) britannique, originaire de Jersey, d'un père anglo-français et d'une mère indienne.

## Carrière
Nerina Pallot sort son premier album Dear frustrated superstar, en 2001 chez Polydor. Deux singles en sont extraits, les chansons Patience et Alien ; un troisième extrait était prévu, If I know you, mais il ne sortira jamais, faute de succès de l'album. La collaboration de Nerina avec Polydor s'achève quelque temps plus tard.
En 2003, elle chante Truly sur l'album Chimera du groupe Delerium.
2005 marque le retour solo de Nerina avec un nouvel album, Fires, qu'elle produit d'abord avec son propre label, puis qui est réédité par un label plus important en 2006. Ce deuxième album est un succès avec plus de 200 000 exemplaires vendus dans le monde, très certainement grâce au single Everybody's gone to war qui se classe en 14e position en Angleterre. Quatre autres titres ont été extraits de l'album : Damascus, All good people, Sophia et Learning to breathe.
Début 2009, Nerina Pallot sort son premier EP, Buckminster fuller, sur lequel se trouve la chanson Better than today (reprise par Kylie Minogue sur son album Aphrodite). Quelques mois plus tard, elle sort un deuxième EP, Junebug, et annonce son troisième album, The graduate. Celui-ci, sorti le 5 octobre 2009, a pour fer de lance la chanson Real late starter.
Début 2010 le second single, I don't want to go out, sort en téléchargement légal.  [Quoi ?] comporte une reprise de Lily Allen, la chanson The fear. L'album reçoit de bonnes critiques mais rencontre peu de succès commercial.
Le 6 mai 2010 Nerina Pallot propose sur son site officiel un nouvel EP, Skeleton key, et en 2011 un nouvel album, Year of the Wolf.

## Discographie

### Singles
- 2001 : Patience
- 2001 : Alien
- 2004 : Truly (Delerium Feat. Nerina Pallot)
- 2005 : Damascus
- 2005 : All Good People
- 2006 : Everybody's Gone to War
- 2006 : Sophia
- 2007 : Learning to Breathe
- 2007 : Peg
- 2009 : Real Late Starter
- 2010 : I Don't Want to Go Out
- 2011 : Put Your Hands Up
- 2011 : Turn Me On Again
- 2012 : All Bets Are Off
- 2014 : Thicker Than Blood
- 2015 : The Road
- 2015 : Rousseau
- 2016 : If I Had a Girl
- 2017 : Stay Lucky
- 2017 : Better
- 2017 : Man Didn't Walk On the Moon
- 2017 : The Heart Is a Lonely Hunter
- 2020 : Oh Berlin
- 2020 : Next Life
- 2022 : Cold Places
- 2022 : Alice at the Beach